# Vliegbasis Smirnych
Vliegbasis Smyrnych (Russisch: Смирных) is een voormalige vliegbasis in het zuiden van het Russische eiland Sachalin op ongeveer 2 kilometer ten oosten van het centrum van de gelijknamige plaats Smirnych. Een Amerikaanse spionagesatelliet (KH-7) nam de basis voor het eerst waar in 1966. De landingsbaan had toen nog een lengte van 2000 meter, hetgeen later verlengd werd naar 2500 meter. In 1983 stegen MiG-23-vliegtuigen op om Korean Air-vlucht 007 te onderscheppen, hetgeen leidde tot het neerschieten van het vliegtuig, waarbij 269 mensen om het leven kwamen. Deze aanval werd gecoördineerd door de Vojska PVO (luchtverdediging).